# Paralaxita pistyrus
Paralaxita pistyrus är en fjärilsart som beskrevs av Hans Fruhstorfer 1914. Paralaxita pistyrus ingår i släktet Paralaxita och familjen Riodinidae. Inga underarter finns listade i Catalogue of Life.